# Ferdinand Röder
Ferdinand Röder (* 10. April 1809 in Köln; † 30. Juni 1880 in Honnef am Rhein, heute Bad Honnef) war ein deutscher Schauspieler, Regisseur und Theaterleiter, Theater-Agent und Herausgeber der in Berlin erscheinenden Zeitschrift Theater-Moniteur.

## Leben
Sein Geburtsname war Nicolas Joseph Roeder. Den Vornamen Ferdinand gab er sich in späteren Jahren selbst, nach seiner Rolle Ferdinand von Walter in Friedrich Schillers Drama Kabale und Liebe. Seine Eltern waren der Böttcher Jean Joseph Roeder und dessen Gattin Anna Gertrud, geb. Ophoven. In selbstverfassten Lebensläufen bezeichnete Röder seine Eltern oft als Kaufleute oder Patrizier. Diese Ungenauigkeit hielt später Einzug in einige seiner Nachrufe. Bereits mit 17 Jahren heiratete Ferdinand Röder am 2. Mai 1826 im niederrheinischen Rees die um sechs Jahre ältere Elisabeth Wilhelmina Krüger, Tochter des Wundarztes und Medizinalassessors Guillaume André Krüger aus Kleve, um Freiheit vom Elternhaus zu erlangen und zur Bühne gehen zu können. Diese Ehe wurde nie ordnungsgemäß geschieden.
Ferdinand Röder wirkte als Schauspieler im Liebhaber- und Charakterrollenfach kleinerer Bühnen. Er war Schauspieler am Königsstädter Theater und dann als Gastschauspieler am Theater an der Wien (1837). In Regensburg unterzeichnete Röder 1838 einen Vertrag als Gastschauspieler über 7 Stücke gegen Honorar und eine Benefizvorstellung.
Allerdings war die Benefizvorstellung, deren Einnahmen Röder zugesprochen werden sollten, so schlecht besucht, dass Röder die Vorstellung absagte. Es gab Händel zwischen ihm und einem anderen Schauspieler hinter der Bühne, die eine anonyme Veröffentlichung des Vorfalls in verschiedenen Zeitungen nach sich zogen, auf die wiederum Röder ausführlich antwortete.
Ab 1840 war er als Theaterdirektor tätig.
Ferdinand Röder heiratete am 29. Februar 1850 in Frankfurt am Main Bertha Richter von Ilsenau, die unter dem Künstlernamen Bertha von Romani als Opern-Primadonna auftrat. Röder trat zusammen mit seiner zweiten Braut vom katholischen zum evangelischen Glauben über. Er vertuschte seine nie geschiedene erste Ehe vor der Öffentlichkeit, doch tauchte von Zeit zu Zeit in Zeitungen die Andeutung auf, er sei ein Bigamist.
Zur Herbstspielzeit des Jahres 1850 übersiedelte Ferdinand Röder mit seiner neuen Frau Bertha von Romani-Röder in das russische Riga. Er wurde Direktor des dortigen Stadttheaters, sie die erste Sängerin. In Riga begegnete Röder Anna-Elisabeth Dubenowsky, geb. Schilling, der Gattin des dortigen Huf- und Waffenschmieds, Gildemeister Christoph-Magnus Dubenowsky. Diese hatte mit ihrem Ehemann eine Tochter, damals drei Jahre alt. Röder zog mit Anna-Elisabeth Dubenowsky und deren Tochter zusammen und ließ sich 1855 von seiner zweiten Frau scheiden. 1856 gründete Röder eine Theaterzeitschrift und ein Theaterbüro und arbeitete fortan als Theater-Agent und Herausgeber der Zeitung Theater-Moniteur.
Am 23. Mai 1859 heirateten Ferdinand Röder und Anna-Elisabeth Schilling-Dubenowsky in der St. Brides Church in London per licence (= kostenpflichtige Eheschließung, auch ohne vollständige Papiere möglich). da aufgrund der nicht ordnungsgemäß gelösten vorangegangenen Ehen sowohl des Bräutigams als auch der Braut eine Heirat auf dem Kontinent ausgeschlossen war. Seine neue Ehefrau nannte sich ab sofort „Annette“ Röder. Mit der Heirat adoptierte Ferdinand Röder automatisch deren Tochter. Das Mädchen bekam den vereinfachten Namen „Mila“ Röder. Der Skandal trug Ferdinand Röder mit seiner neu gegründeten Theater-Agentur in Berlin ein mehrjähriges Berufsverbot wegen „unsittlicher Umtriebe“ ein. Stieftochter Mila Röder wurde von Ferdinand Röder zum Operettenstar aufgebaut. Sie starb 1887 während einer Magenkrebs-Operation.
Ferdinand Röder starb 1880 in Honnef am Rhein, und wurde dort im heutigen „Alten Friedhof“ beigesetzt. Seine Witwe Annette Röder ließ dort nach dem Tod der Tochter Mila ein Mausoleum im neobyzantinischen Stil errichten, in dem die gesamte Familie ihre letzte Ruhe fand (Annette Röder starb 1893 ebenfalls in Honnef). Es existiert noch in der Gegenwart.

## Theaterdirektor
Röders Karriere ist in seiner Art typisch für Theaterleute im 19. Jahrhundert. Theaterdirektoren arbeiteten auf eigene Rechnung und mussten üblicherweise Fundus und Stücktexte selbst mitbringen, wenn sie einen Spielort übernahmen. Selten blieb Ferdinand Röder als Theater-Direktor nach 1840 mehr als eine Spielzeit an einem Ort. Er hatte durchgehend Probleme mit der Etatverwaltung, wie in mehreren Zeitungen über ihn berichtet wurde.
Ferdinand Röder war an folgenden Theatern Direktor:
- 1840–1841 und 1842–1843 Theater Bamberg
- 1843–1844 Theater Regensburg
- 1844–1848 Theater Nürnberg[19]
- 1846–1847 Theater Bamberg (gleichzeitig mit der Nürnberger Theaterleitung)[20]
- 1850–1852 Theater Riga
- 1853–1855 Theater Köln[21][22]
- 1855–1856 Theater Posen
- 1857–1858 Kroll'sche Bühne (technischer Leiter)[23]